# Mniaceae
Mniaceae Schwägr., 1830 è una famiglia di muschi dell'ordine Bryales.

## Distribuzione e habitat
La famiglia ha una distribuzione cosmopolita essendo presente in tutti i continenti compresa l'Antartide.

## Tassonomia
La famiglia comprende 344 specie nei seguenti generi:
- Cinclidium Sw., 1803
- Cyrtomnium Holmen, 1957
- Epipterygium Lindb., 1862
- Leucolepis Lindb., 1868
- Mielichhoferia Hornsch., 1831
- Mniobryum Limpr., 1892
- Mnium Hedw., 1801
- Orthomnion Wilson, 1857
- Plagiomnium T.J.Kop., 1968
- Pohlia Hedw., 1801
- Pseudobryum (Kindb.) T.J.Kop., 1968
- Pseudopohlia R.S. Williams, 1914
- Rhizomnium T.J.Kop., 1968
- Schizymenium Harv., 1838
- Synthetodontium Cardot, 1909
- Trachycystis Lindb., 1868
- Webera Hedw., 1801

È inoltre noto il seguente genere fossile:
- † Uskatia Neuburg, 1960